# 洛班巴
洛班巴是非洲南部國家斯威士蘭的立法首都，位於該國西部，距離首都墨巴本16公里，市內有史瓦帝尼國王皇宮、索布扎二世紀念公園暨陵寢、國家博物館和國會，毗鄰曼齊尼機場，人口約5,800。
1. ↑  Elevation of Lobamba,Swaziland Elevation Map, Topo, Contour （页面存档备份，存于）. Floodmap.net. Retrieved April 20, 2014.
2. ↑  Lobamba. （页面存档备份，存于） GeoPostCodes. Retrieved April 20, 2014.